# 徐在宇 (演员)
徐在宇（1992年6月21日—），韓國男演員，曾用艺名在浩（韓語：재호）。

## 演艺经历
2016年在中国大陆出道，曾出演中国大陆电影《每一個徐毛都很憂傷》和中国大陆电视剧《人間大砲》。在《每一個徐毛都很憂傷》（意譯）中飾演了在中國拍攝紀錄片時，和女主角陷入愛情的韓國人氣演員角色。甚至親自消化了中文台詞，得到當地工作人員的認可。在《人間大砲》中，他飾演一個使平凡的主人公變身為魅力男人的人物。此外，他也與中国大陆人氣女歌手刘美麟一起出演了飲料廣告。

## 演出作品

### 電視劇
- 2016年：Naver TV《比祠堂远，比议政府近》飾演 朴宇正
- 2017年：MBC《王在相愛》飾演 秦觀
- 2018年：TV朝鮮《大君－繪製愛情》飾演 朴奇特
- 2018年：KBS《Drama Special - 被遗忘的季节》饰演 金佑玹
- 2021年：KBS《學校2021》饰演 郑哲周
- 2025年：Channel A《代替旅行》飾演 便利商店店員

### 電影
- 2019年：《壞傢伙們：The Movie（朝鲜语：나쁜 녀석들: 더 무비）》飾演 青年警察
- 2019年：《沒有你的生日（朝鲜语：생일 (영화)）》飾演 參加生日派對的少年
- 2020年：《呼唤老爸（朝鲜语：애비규환）》饰演 司仪

## 其他活動

### 广告
- 2013年：三星Galaxy S4 Zoom

## 外部連結
- 徐在宇的Instagram帳戶
- HANCINEMA Bang Jae-ho (방재호)（页面存档备份，存于）（英文）
- 韓國新晉演員載皓(Jae Ho)（简体中文）
- 徐在宇在豆瓣上的资料（简体中文）